# سنت آرنو، ویکتوریا
سنت آرنو (به انگلیسی: St Arnaud) یک شهرک در استرالیا است که در ویکتوریا (استرالیا) واقع شده‌است.